# Heudreville-sur-Eure
 Heudreville-sur-Eure  là một xã thuộc tỉnh Eure trong vùng Normandie miền bắc nước Pháp.

### Huy hiệu
| Arms of Heudreville-sur-Eure | The arms of Heudreville-sur-Eure are blazoned: Barry argent and gules, a lion Or. |